# 女体化
女体化（日语：女体化），指男性在生理上变成女性的身体的一种虚构现象，在二次创作、特别是Yaoi作品中广为存在。

## 在YAOI作品中的二次创作
很多同人志以原作漫画、动画中登场的男性角色，进行包含男同性恋关系的二次创作。这在日本的二次创作文化历史中，很早就存在。
在二次创作的YAOI作品中，存在着“攻”与“受”这两种概念。而其中一些类别为：
1. 攻为正常男子，受为女性化男子。
2. 攻受均为女性化。[2]

而在第二类关系中，大部分均为攻方身心成熟，而受方身心不成熟（少女）。
女体化在某些时候则容易和異性裝扮混淆，即在这个词刚刚出现时，很多人还以为它只是男扮女装的另一种说法。其中有的漫画作品《辣韮之皮》。
最出名的早期女体化二次创作角色为电视动画《新世纪福音战士》男主角碇真嗣。在动画结束播映后，产生了许多碇真嗣被女体化的二次创作同人本，题材甚至包括女体化后的他和父亲碇源堂乱伦的故事。

## 相關文献
- 植島啓司（日语：植島啓司）  集英社、1998年。ISBN 978-4087487862。